# N-pentaan
n-pentaan (IUPAC-naam: pentaan) is de vijfde koolwaterstof uit de groep van de alkanen en heeft als brutoformule C5H12.
Pentaan kent drie isomeren: n-pentaan, isopentaan en tert-pentaan of neopentaan. Het wordt hoofdzakelijk gebruikt als apolair oplosmiddel.

## Niet-geleidend
Het apolaire oplosmiddel pentaan doet geen ionen ontstaan zodat mengsels van samengestelde stoffen in pentaan niet-geleidend zijn voor elektrische stroom.